# 史歆
史 歆（し きん、? - 42年）は、中国の後漢時代初期の武将。

## 事跡
| 姓名           | 史歆                        |
| 時代           | 後漢時代                    |
| 生没年         | 生年不詳 - 42年（建武18年） |
| 字・別号       | 〔不詳〕                    |
| 本貫・出身地等 | 〔不詳〕                    |
| 職官           | 護軍〔後漢〕→大司馬〔自称〕 |
| 爵位・号等     | -                           |
| 陣営・所属等   | 光武帝→〔独立勢力〕         |
| 家族・一族     | 〔不詳〕                    |

史歆は初めは漢の征南大将軍岑彭の護軍を務め、兵事に通暁しているとの評判を得ており、蜀（成家）の公孫述討伐に随従したと見られる。建武11年（35年）の岑彭の陣没を経て、建武12年（36年）に大司馬呉漢により公孫述が滅ぼされる。この後、史歆は蜀郡の守将として留め置かれた。
しかし建武18年（42年）、史歆は成都で漢への叛旗を翻し、大司馬を自称した。史歆は蜀郡太守張穆を攻撃して、これを広都（蜀郡）に追い払い、郡県に檄を発したところ、宕渠（巴郡）の楊偉、朐忍（巴郡）の徐容などがこれに呼応した。史歆の反乱の動機は『後漢書』では明記されていないが、『華陽国志』によれば、公孫述を滅ぼした際の呉漢の略奪を憎んでのこととしている。
光武帝は、史歆の軍事能力を警戒し、大司馬呉漢に武威将軍劉尚、太中大夫臧宮の2将を付け、1万人余りの軍勢を蜀に派遣した。呉漢は武都郡に入ると、広漢・巴・蜀の3郡の兵を徴発し、史歆を成都に包囲した。史歆も呉漢を相手に100余日に渡って抵抗したが、同年秋7月、ついに成都は陥落し、史歆は呉漢に誅殺された。呉漢が長江を下って巴郡に侵攻すると、楊偉・徐容らは恐れて軍を解散した。こうして蜀の反乱は鎮圧されたのである。
呉漢は、反乱に関与した頭目（「渠帥」）200人余りを処刑し、その他の数百家は荊州の南郡・長沙へと移住させた。ただし、この措置は、特に死罪に値する者以外は赦免する寛大なものとされている。